# Ausbildungsstätte „Amalie Sieveking“
Die ehemalige Ausbildungsstätte „Amalie Sieveking“ des Landesvereins Innere Mission in dem Gebäude Amalie-Sieveking-Haus liegt im Stadtteil Niederlößnitz der sächsischen Stadt Radebeul, in der Oberen Bergstraße 3. Die mitsamt Wasserbecken und Treppenanlage im Garten unter Denkmalschutz stehende „Dreiflügelanlage mit Turm“ stammt aus dem 19. Jahrhundert, wo sie als Naturheilanstalt „Schloss Niederlössnitz“ ein Sanatorium war, das sich „großen Zuspruchs erfreute“.

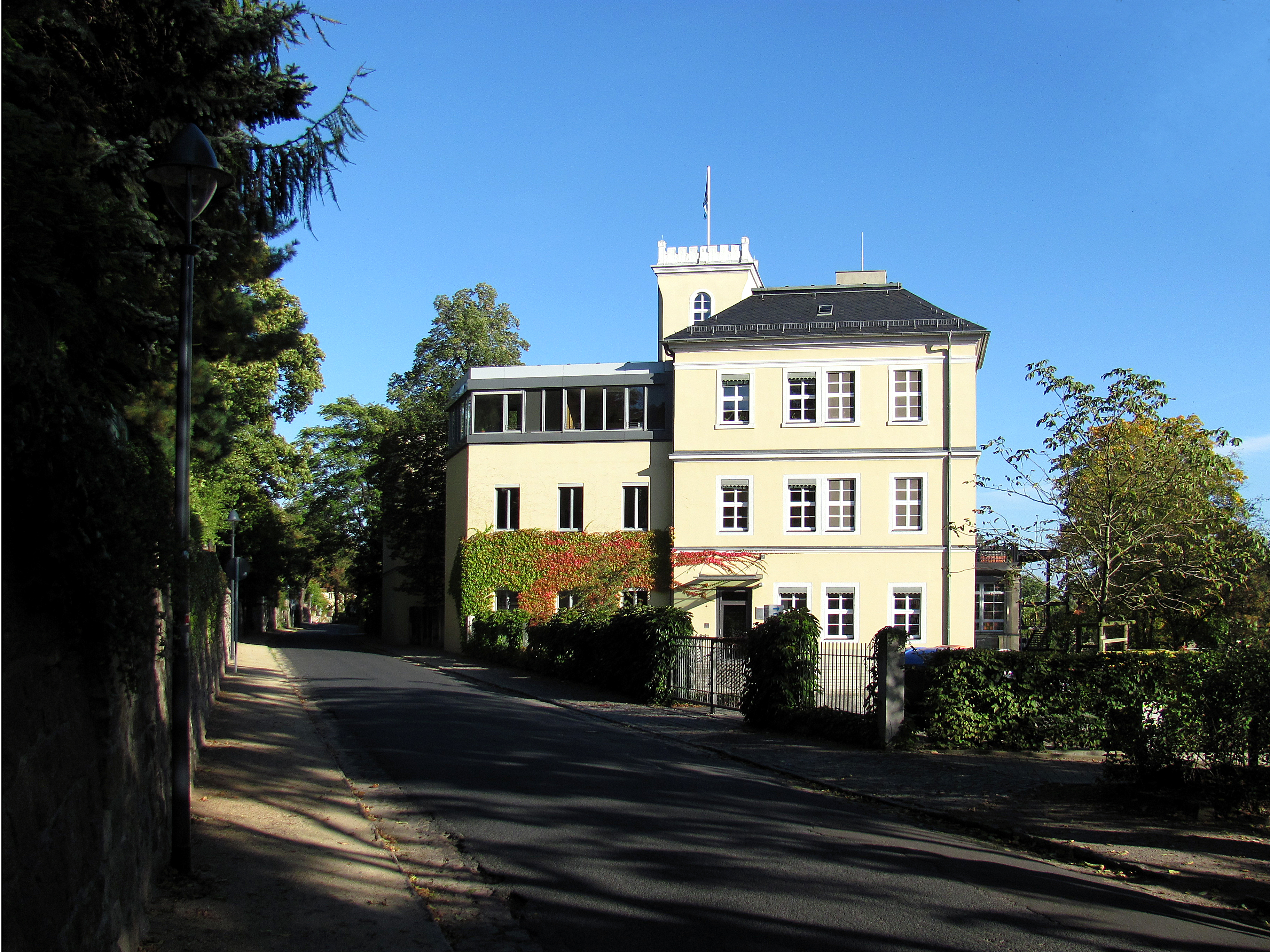
Amalie-Sieveking-Haus an der Oberen Bergstraße, von Westen

Weitere Namen waren Sanatorium Schloss Niederlössnitz sowie Wasserheil- und Kuranstalt „Schloss Niederlössnitz“. Heute trägt die Einrichtung den Namen von Amalie Sieveking, der Hamburger Mitbegründerin der Diakonie in Deutschland.

## Beschreibung
Der Dreiflügelbau liegt südlich der Oberen Bergstraße auf einem nach Süden abschüssigen Gelände. Die Basis des U-förmigen Grundrisses liegt im Süden, die beiden Flügelbauten sind zur Straße ausgerichtet, die sie etwa im 45°-Winkel treffen. Der gesamte Grundriss ist dabei an der Basis nach Westen verzerrt.
Die oftmals erweiterten Gebäudeteile sind heute dreistöckig. Sie haben abgeplattete, schiefergedeckte Walmdächer. Der heute schlicht verputzte Bau mit Rechteckfenstern wird durch ein Gesims zwischen den beiden Obergeschossen gegliedert.
Beide Flügel umfassen einen zur Straße hin liegenden Innenhof. In diesem steht mittig vor dem Zentralbau ein polygonaler Treppenturm. Links daneben erhebt sich auf dem Flügelbau, zur Gebäudeinnenkante hin, ein quadratischer, fünfgeschossiger Turm, der durch einen Zinnenkranz abgeschlossen wird. Auf der Südseite des Zentralbaus, zum abfallenden Garten hin, stehen zwei Verandavorbauten.

## Geschichte

Sanatorium Schloss-Niederlössnitz b. Dresden, lithographierte Ansichtskarte um 1900 (Blick auf die Südseite mit dem Garten, im Norden künstlerisch überhöhte Lößnitzhänge)

Naturheilanstalt „Schloss Niederlössnitz“, handkolorierte Ansichtskarte um 1900 (Blick auf die Südostecke. Mitte: Das Rote Haus, links die Villa von Albert Kuntze, darunter deren Pförtnerhaus.)

Sanatorium Schloß Niederlößnitz, Ansichtskarte von 1910 (Blick vom nördlich höher gelegenen Gelände auf den Innenhof)

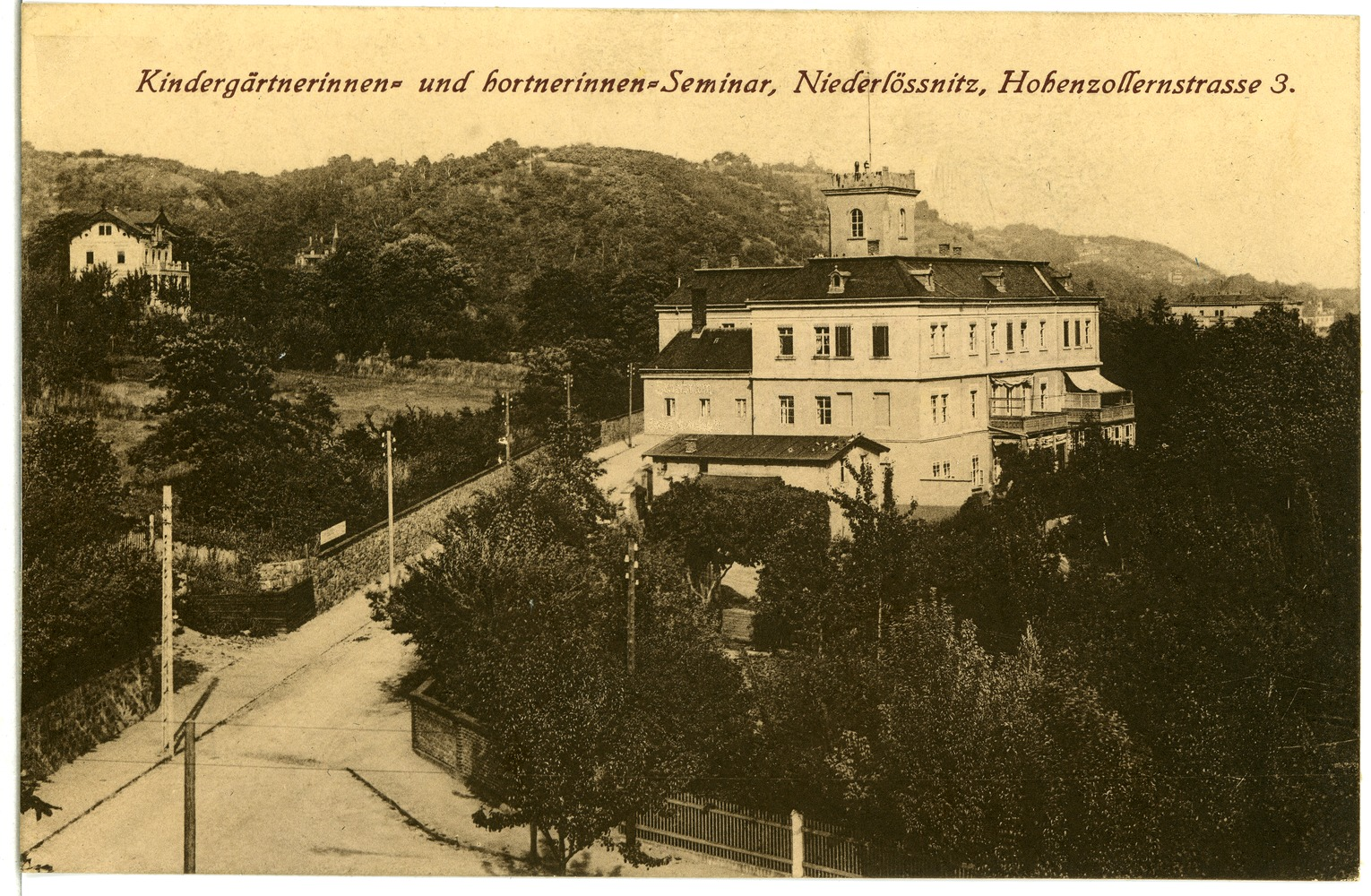
Sanatorium Schloß Niederlößnitz, Ansichtskarte von 1903 (Blick von der Ecke Humboldtstraße auf die Südwestecke)

Südlich der Oberen Bergstraße lag westlich der „langen Gasse“, der heutigen Dr.-Rudolf-Friedrich-Straße, ein größeres Weinbergsgrundstück, das 1723 durch den Zusammenschluss mehrerer kleinerer Weinbergsflächen entstand und bis zur „mittleren Bergstraße“, der heutigen Winzerstraße, reichte. Der erste nachweisbare Eigentümer war der Dresdner Apotheker Johann Caspar Birnbaum, nach dem der Weinberg zeitweilig auch Birnbaumscher Weinberg genannt wurde. 1838 trug er den Namen Hoher Berg. Als sogenannter Herrenberg unterstanden die Rebflächen dieses Teils der Lößnitz dem Amt Dresden und nicht der nächstgelegenen Gemeinde Kötzschenbroda. Spätere Eigentümer nach Birnbaum waren 1822 der Senator Wilhelm Heinrich Dittmar; im Jahr 1826 gehörte das Anwesen Carl Rudolf Kretzschmar, für 1832 ist der Name Rudolf Kretzschmar dokumentiert, ein Seifensieder aus Dresden.
Auf dem Weinberg wurde 1845 der Kernbau des heutigen Gebäudes mit einem Seitenflügel errichtet, eventuell durch Umbau eines bereits bestehenden Weinbergshauses. An diesen Seitenflügel, der möglicherweise auch erst 1850 entstand, ließ der Arzt Adolph Moritz Rühlemann um 1862 Anbauten ansetzen. Eine andere Quelle gibt zu jener Zeit die folgenden Eigentümernamen an: 1857: Fr. Wilh. Schmidt, 1858: Traugott Schmidt, Bruder des Vorherigen, 1860: Carl Gustav Schloßhauer, Seifensieder aus Dresden, und für 1870: Frau Schloßhauer geb. Mühlberg, Witwe des Vorbesitzers.
Ab 1872 oder später beherbergte das Gebäude die Knabenschule mit Pensionat (später auch höhere Töchterschule) von Dr. Joh. Steinbeck, die jedoch 1884 wieder aufgelöst wurde. Vorher entstand 1876 das polygonale Treppenhaus im Innenhof, dem 1883 die Errichtung eines viereckigen Turms folgte. Da das Gebäude bereits vorher als „Thurmhaus“ bezeichnet wurde, könnte es sich um den Umbau beziehungsweise die Aufstockung eines bereits bestehenden niedrigeren Turms gehandelt haben.
Carl Richard Friede, ein Baumeister aus Dresden, besaß das Anwesen 1886. Ein Gesuch an die zuständigen Behörden, dort ein Restaurant betreiben zu dürfen, wurde 1887 abgelehnt.
Die Liegenschaft wurde 1888 an den Berliner Kaufmann Adolph Munk verkauft, der die Konzession für eine Kuranstalt für 35 Patienten erwirken konnte, die ab 1889 unter dem Namen „Schloss Niederlössnitz“ betrieben wurde. Die Naturheilanstalt zur Behandlung chronisch Kranker verfügte über einen 6 Morgen großen (entsprechend 1,5 Hektar), parkartigen Kurgarten mit Luft- und Sonnenbad; außerdem standen den Sanatoriumsgästen zahlreiche naturheilkundliche Behandlungsmethoden zur Verfügung wie Wasserheilverfahren, Elektrotherapie, Massage, Heilgymnastik, dazu diätetische, klimatische sowie auch „Terrain-Kuren“. Munk konnte keine renommierte Arztpersönlichkeit als Medizinischen Leiter anwerben. Dem ersten Leitenden Arzt Max Sartig folgten in kurzer Folge die Naturheilkundler Ignatz Böhm, Max Voigt, Georg Beyer, Constantin Hülsmeyer, Hans Brenneke, Ernst Alfred Fichtner und Max Eduard Lähr.
Im Jahr 1892 erwarb Friedrich Ernst Röthe das Sanatorium. Aufgrund des trotzdem großen Zuspruchs erfolgten größere bauliche Erweiterungen, so beispielsweise die Aufstockung um ein Stockwerk durch den Baumeister Adolf Neumann, die nachträglich im Oktober 1897 genehmigt wurde und die Kapazität auf 50 Betten erhöhte. 1914 wurde der Bau weiter erhöht. Während des Ersten Weltkriegs wurde das Kurgeschäft untersagt und die Räumlichkeiten dienten als „Genesungsheim für verwundete Krieger“.
Im Jahr 1919 übernahm die Innere Mission der sächsischen evangelischen Landeskirche das heruntergewirtschaftete Anwesen, um dort ihr Kindergärtnerinnen- und Hortnerinnenseminar mit Haushaltungsschule zu betreiben. Diese war vorher in der Diakonissenanstalt Dresden untergebracht. Adolf Neumanns Nachfolger, der Baumeister Felix Sommer, unternahm zu diesem Zweck bis 1921 im Inneren zahlreiche Umbauten, die das Äußere nicht veränderten.
Nachdem die konfessionelle Schule 1941 von den Nationalsozialisten geschlossen worden war, wurde das Gebäude unter dem Namen Lößnitzheim als Altersheim für baltendeutsche Umsiedler genutzt.
Ab 1946 trug die Schule der Inneren Mission, die bis 1947 provisorisch im Lutherhaus in Kötzschenbroda untergebracht war, den Namen von Amalie Sieveking, der Hamburger Mitbegründerin der Diakonie in Deutschland. Ab 1947 wurde in einem Teil der Räume für kurze Zeit die in Dresden in der Kaulbachstraße ausgebombte Frauenfachschule untergebracht. Im September 1951 wurde das Altenheim Lößnitzheim nach Radebeul-Ost verlegt, und die Innere Mission konnte die gesamte Liegenschaft für das Amalie-Sieveking-Haus als Ausbildungsstätte für Frauen im kirchlichen Dienst – Kirchengemeindehelferinnen und Kantorkatechetinnen nutzen.
Zu DDR-Zeiten war das Amalie-Sieveking-Haus eine von nur wenigen „evangelischen Direktausbildungsstätten“ zur Ausbildung von Gemeindepädagogen, bevor diese Anfang der 1990er Jahre mit derjenigen in Moritzburg zusammengelegt wurde. Die anderen Ausbildungsstätten waren das Katechetische Seminar Hainstein bei Eisenach, das Katechetische Seminar Wernigerode, das Seminar für den Kirchlichen Dienst in Greifswald, das Diakonenhaus Moritzburg sowie die Frauenmission Malche bei Bad Freienwalde.
Im Jahr 1989 erhielt das Haus eine Orgel von A. Schuster & Sohn in Zittau.
In den Jahren 2002 und 2003 erfolgte eine konstruktive und technische Sanierung, die zugleich eine denkmalgerechte wie auch gestalterische Aufwertung der sanierungsbedürftigen Bauteile vornahm.
Das Grundstück Obere Bergstraße 3 gehört mit dem östlich gelegenen Grundstück Obere Bergstraße 1 zusammen; in der dortigen Villa befindet sich der Sitz des Diakonischen Werks der Evangelisch-Lutherischen Landeskirche Sachsens und das Diakonische Amt. Auf der Grenze beider Grundstücke, auch unter der Nr. 1 adressiert, befindet sich das 1998/1999 errichtete Empfangs- und Tagungsgebäude, das 2001 den Radebeuler Bauherrenpreis erhielt.